# 아이제나흐

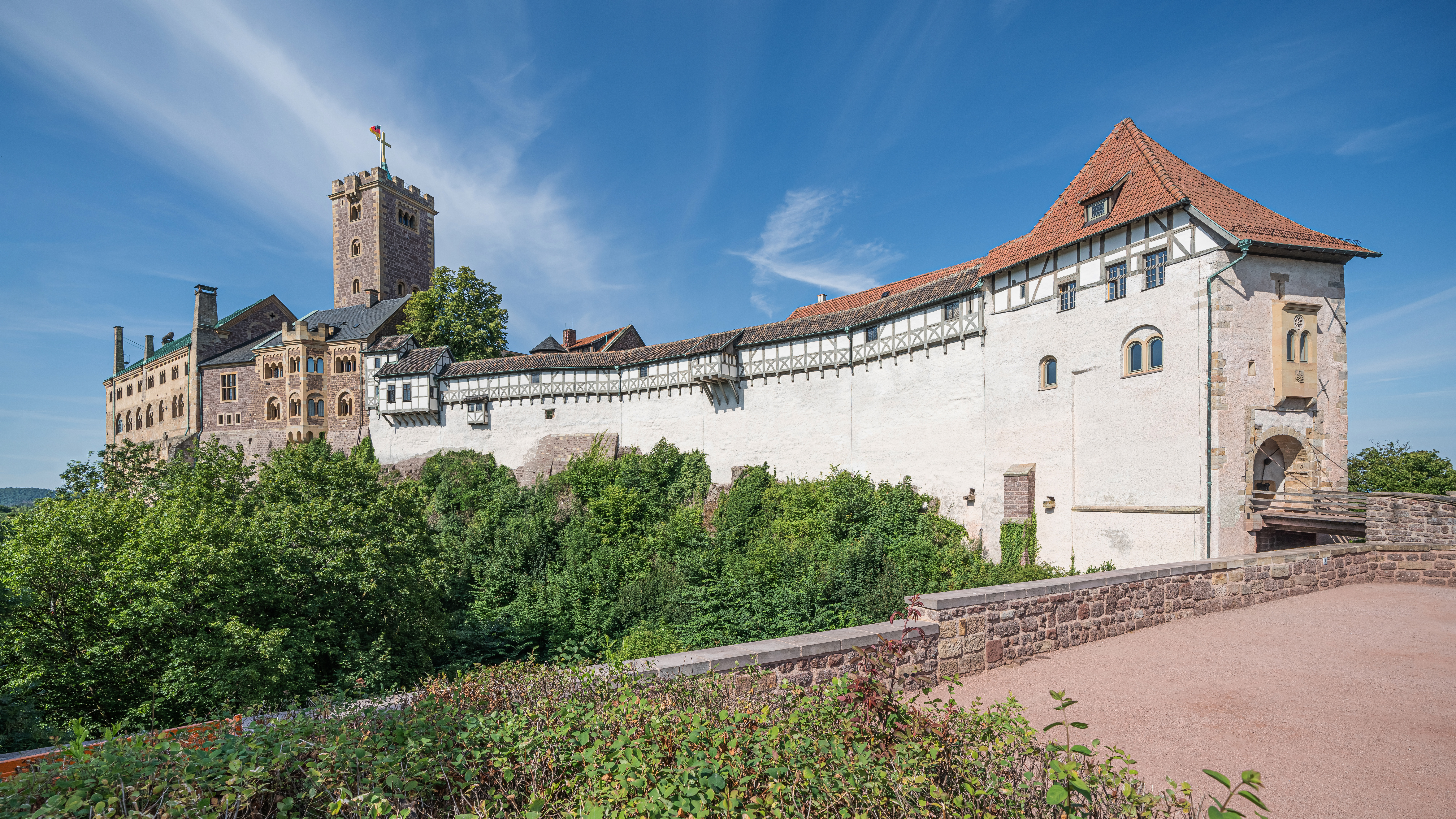
바르트부르크 성

아이제나흐(독일어: Eisenach)는 독일 중부 튀링겐주에 있는 도시이다. 인구 42,847(2009).
튀링겐 주 서부, 튀링거발트(튀링거 숲)의 북쪽 기슭에 위치한다. 유서깊은 옛도시로, 마르틴 루터의 종교개혁으로 유명한 바르트부르크 성이 건설된 것으로 역사가 시작된다. 1067년 바르트부르크 성이 건설되기 시작하였고, 12세기에 튀링겐 영주들이 도시를 세웠고, 1180년 문헌에 처음 언급되었다. 13세기에 베틴 왕가에 넘어갔고, 16세기 이후 작센아이제나흐 공국의 중심지였다가 1809년 바이마르를 중심으로 하는 작센바이마르아이제나흐 대공국에 속하게 되었다. 이 곳은 종교개혁가 마르틴 루터와 대작곡가 요한 제바스티안 바흐의 연고지로 유명하여 관련 기념 시설이 있다. 루터가 소년 시절에 이 도시에 살았고, 비텐베르크 등지에서 활동하다 다시 이 곳으로 돌아와 1521년부터 영주들의 보호를 받으며 바르트부르크 성에서 신약성서를 번역했다. 바흐는 1685년 이 도시에서 태어나 어린 시절을 보냈다. 이러한 연고로 루터 기념관과 바흐 박물관(본래 바흐 생가였음)이이 들어서 있다. 바르트부르크 성은 루터 외에도 많은 역사적인 인물들과도 관련이 깊은 장소로, 유네스코 지정 세계문화유산으로 등록되었다. 옛 성당과 궁전도 잘 보존되어 있다.